# Oxycnemis grandimacula
Oxycnemis grandimacula är en fjärilsart som beskrevs av Barnes och Mcdunnough 1910. Oxycnemis grandimacula ingår i släktet Oxycnemis och familjen nattflyn. Inga underarter finns listade i Catalogue of Life.